# Ichthyotitan
Ichthyotitan severnensis
Genre
Espèce
Ichthyotitan est un genre fossile de grands ichthyosaures ayant vécu durant l'étage Rhétien du Trias supérieur dans qui est aujourd'hui l'Angleterre. Une seule espèce y est rattachée, Ichthyotitan severnensis, décrite en 2024 à partir de deux os surangulaires fragmentaires de la mâchoire inférieure, découverts dans des localités distinctes en 2016 et en 2020. D'autres spécimens ayant été découverts en Europe occidentale sont référés au taxon sur la base de caractéristiques ostéologiques similaires, bien que leur affiliation soit incertaine.
Les paléontologues pensent qu’Ichthyotitan serait un shastasauridé, étendant l'aire de répartition de cette famille de 13 millions d'années jusqu'au Trias supérieur. La découverte d’Ichthyotitan est considérée comme une preuve que les shastasauridés prospéraient encore jusqu'à leur disparition lors de l'extinction Trias-Jurassique. Les estimations, en agrandissant les os d'autres espèces d'ichtyosaures, évaluent la longueur du corps d’Ichthyotitan à près de 25 m, ce qui en ferait le plus grand reptile marin actuellement connu.

## Historique des recherches

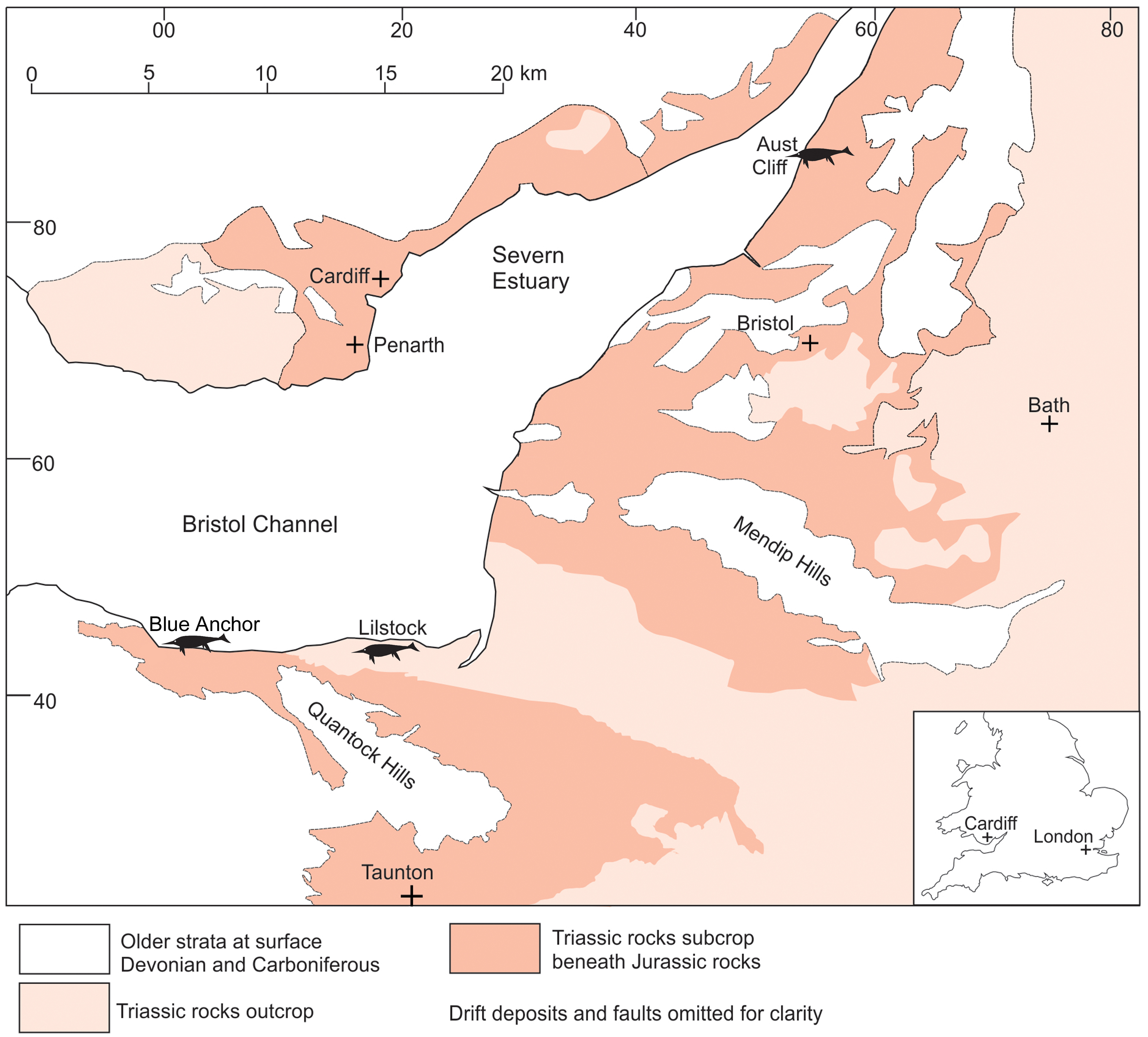
Localités où les spécimens affiliés à Ichthyotitan ont été trouvés autour du canal de Bristol et de l'estuaire de la Severn.

### Spécimen de Lilstock
Le premier spécimen qui sera plus tard référé à Ichthyotitan, catalogué BRSMG Cg2488 (le « spécimen de Lilstock (en) »), est découvert en 2016 par le chercheur et collectionneur de fossiles Paul de la Salle dans la formation de Westbury (en). Il se compose d'un os surangulaire gauche partiel mesurant 96 cm de long. En 2018, Dean R. Lomax (d), Paul de la Salle, Judy A. Massare et Ramues Gallois identifient le spécimen de Lilstock comme appartenant à un shastasauridé. Cela incite également les auteurs à réinterpréter les gros os de la falaise voisine d'Aust (en), auparavant considérés comme provenant de grands archosaures terrestres, comme de possibles fragments de grands ichtyosaures provenant des os surangulaires, hyoïdes ou autres de la mâchoire,.
Un autre fragment de mâchoire plus petit provenant d'un grand ichtyosaure est connu de Lilstock ; il est stocké dans une collection privée et reste toujours non décrit.

### Holotype et description
Le spécimen holotype d’Ichthyotitan, catalogué BRSMG Cg3178 (le « spécimen de BAS »), est découvert dans les sédiments de la formation de Westbury près de Blue Anchor (en) dans le Somerset. Le premier fragment est trouvé le 28 mai 2020 par un certain Ruby Reynolds, 11 ans, alors qu'il cherchait des fossiles sur la plage de Blue Anchor avec son père, le collectionneur de fossiles Justin Reynolds. Ils contactent le chercheur Dean Lomax, qui contacte lui-même Paul de la Salle. Des expéditions ultérieures sont ainsi menées par l'équipe, révélant des parties supplémentaires jusqu'au 16 octobre 2022, et des parties connues du surangulaire, un os de la mâchoire inférieure, sont réassemblées la même année,. Bien qu'incomplet, le surangulaire, un élément représentant seulement une partie de toute la longueur de la mâchoire inférieure, aurait mesuré plus de 2 m au total.
Le spécimen est constitué de fragments d'un surangulaire droit, plus complet que le spécimen de Lilstock, avec quelques fragments appartenant peut-être à l'os angulaire. Les caractéristiques histologiques suggèrent que le spécimen était encore en croissance, et qu’il s’agissait donc soit d’un subadulte, soit d’un jeune adulte. De multiples organismes encroûtants, dont des bivalves, sont présents, ainsi que des signes possibles de charognages. Le spécimen devrait être exposé au Bristol City Museum and Art Gallery.
D'autres restes fragmentaires ont été découverts mais non identifiés avec le spécimen holotype, notamment deux grandes sections de côtes d'un autre potentiel ichtyosaure imposant, trouvé à un niveau stratigraphique supérieur.
C'est donc en 2024 que Lomax et ses collègues décrivent Ichthyotitan severnensis comme un nouveau genre et une nouvelle espèce d'ichtyosaure de type probable shastasauridé basé sur les spécimens catalogué BRSMG Cg3178 et BRSMG Cg2488. Le nom générique Ichthyotitan, combine une référence à Ichthyosaurus — dont le nom signifie « poisson-lézard », combinant les mots grecs ἰχθύς / ichthys, signifiant « poisson », et σαῦρος / saûros, signifiant « lézard » — avec le suffixe grec τιτάν / titan, signifiant « géant ». L'épithète spécifique severnensis est une référence à l'estuaire de la Severn, qui est situé près de la localité type.

### Autres possibles spécimens
D'autres restes fragmentaires de grands ichtyosaures datant d'un âge similaire référées à Ichthyotitan ont également été signalés en Allemagne (Bonenburg (de) dans le district de Warburg) et en France (Autun et Cuers),.
Le spécimen de Cuers est connu grâce à des fragments découverts lors de deux fouilles distinctes, mais il est admis qu'il représente un seul spécimen. Un petit fragment de rostre considéré comme un étant un prémaxillaire (MHNTV PAL-1-10/2012) et un long fragment de mandibule (MHNTV PAL-2/2010) sont connus, ainsi que des fragments de centra vertébral et de côtes associés aux deux numéros de collection. Il fut initialement décrit comme ressemblant à un shastasauridé, avec un centra aplati semblable à celui de Shonisaurus et d’Himalayasaurus (en), et une dentition aulacodonte analogue à celle de Shastasaurus. La morphologie de la mâchoire postérieure était considérée comme unique au moment de la découverte, mais a depuis été liée à des spécimens d’ichthyotitan'.

## Description

### Description simplifiée
Ichthyotitan est le seul shastasauridé et ichtyosaure géant connu du Rhétien, trouvé dans les archives fossiles 13 millions d'années après ses proches parents. Cette lignée aurait disparu immédiatement après l'extinction Trias-Jurassique, les ichtyosaures ultérieurs n'atteignant jamais des tailles similaires jusqu'à leur extinction au début du Crétacé supérieur.

### Taille

Taille d’I. severnensis par rapport à un humain.

Même si son caractère incomplet rend difficile la détermination formelle de la taille de l'animal, ce dernier était très clairement imposant. En comparant le surangulaire de Lilstock au même os de Shastasaurus sikanniensis comme modèle, les chercheurs estiment que l'ichtyosaure de Lilstock mesurait environ 26 m de long, soit 25 % plus grand par mise à l'échelle directe, soit presque la taille d'une baleine bleue. Une mise à l'échelle basée sur la hauteur au niveau du processus coronoïde par rapport à Besanosaurus trouve une estimation de longueur plus courte de 22 m. Les chercheurs soulignent que, même si les différences de proportions entre les espèces rendent ces estimations spéculatives, elles étaient conventionnelles compte tenu de la rareté du matériel,.
L'étude de 2024 décrivant Ichthyotitan souligne des inexactitudes dans la mise à l'échelle de Besanosaurus, en raison d'une mauvaise identification du processus coronoïde avec le processus MAME (muscle adducteur mandibulae externus) voisin. En comparant la position du processus MAME dans le spécimen BAS à celle de Besanosaurus, les auteurs fournissent une estimation révisée de la longueur de 25 m, ce qui en ferait probablement le plus grand reptile marin jamais décrit.
Les spécimens d'Aust, provisoirement liés à Ichthyotitan, sont estimés de manière informelle comme étant encore plus grands, mesurant 30 à 35 m de long.

### Morphologie
Outre sa taille, les caractéristiques de l'os surangulaire distinguent Ichthyotitan des autres shastasauridés. Le surangulaire est spatulé à son extrémité postérieure et présente une rotation vers le haut de près de 90 degrés. Ceci est cohérent dans les spécimens de Lilstock et du BAS, excluant toute distorsion taphonomique. En comparaison, d’autres shastasauridés présentent une courbure beaucoup moins marquée. Un processus MAME étendu est présent pour l’attachement musculaire. Un autre processus mince, postérieur à ce dernier, présente des crêtes et des sillons verticaux sur sa face médiale, et est également signalé dans le spécimen de Cuers.
Le processus coronoïde est également moins proéminent latéralement que chez Shonisaurus, tandis que la tige présente une section transversale sous-circulaire plutôt qu'oblongue à cette position. Bien que moins bien conservée, la partie antérieure du surangulaire porte une rainure latérale censée représenter la continuation de la fosse surangulaire, également connue du spécimen de Cuers.
Il est admis qu'un autre fragment osseux correspond à l'os angulaire par rapport à Cymbospondylus youngorum, s'étendant ventralement sur toute la longueur du surangulaire dans le spécimen du BAS. Bien qu'une suture soit présente entre les deux os, elle disparaît dans une section antérieure au processus coronoïde. Outre la structure osseuse continue, cela implique que les os ont peut-être été fusionnés au cours du vivant de l'animal, une condition unique parmi les ichtyosaures. Les chercheurs pensent que cela serait lié à la grande taille de Ichthyotitan et à la maturité de l'individu. Cette morphologie a également été observée dans l'un des os d'Aust et serait également présente dans le spécimen de Lilstock malgré une moins bonne conservation. De même, il est possible que des modèles uniques de croissance périostée chez Ichthyotitan aurait joué un rôle dans l'approche des limites biologiques de taille chez les vertébrés.

## Paléoécologie

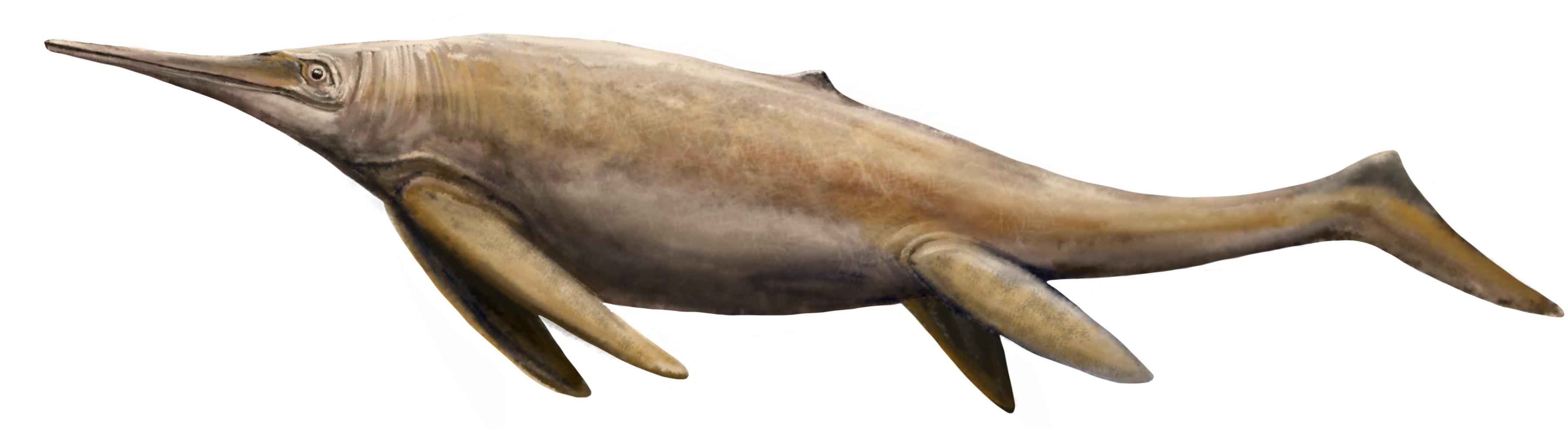
Reconstitution hypothétique d’I. severnensis.

Des études plus anciennes suggèrent que les shastasauridés se nourrissaient par succion, mais les recherches actuelles indiquent que les mâchoires de ces derniers ne correspondent pas au profil de succion. En effet, leurs os hyoïdes courts et étroits ne sont pas adaptés à résister aux forces d'impact pour ce type d'alimentation et certaines espèces comme Shonisaurus avaient des dents sectorielles robustes avec des contenus intestinaux de coquilles de mollusques et de vertébrés,.
Ichthyotitan était probablement un prédateur, chassant des proies plus petites, notamment d'autres reptiles marins, d'une manière similaire aux orques. Cela est vue comme une preuve de la richesse des réseaux trophiques marins tout au long du Trias, censés être construits sur des formes de plancton nouvellement évoluées, et montrerait que les shastasauridés prospéraient jusqu'à leur disparition à la fin du Trias. Leur écologie rendait leurs restes vulnérables aux charognards, l'un des fossiles montrant des signes de charognagne avant l'enterrement, expliquant la rareté des fossiles connus.